# KDE Software Compilation
KDE Software Compilation（KDE SC）是一個KDE的桌面環境。2010年2月4.4版發布之前的版本，Software Compilation稱為K Desktop Environment。

## 歷史

### 起源
是由德國人於1996年就讀於蒂宾根大學開始的一個計劃。當時，他憂心於Unix桌面沒有一個應用程式外觀、感受或工作方式和其他程式一樣。他建議不僅是建立一套應用程序，而是一個桌面環境，用戶可以得到相同的外觀、感受和工作方式。他還希望這個桌面易於使用及更人性化。他在Usenet發表的文章引發了很大的迴響，而KDE計劃就此誕生了。
Mathias Ettrich選擇使用Qt程式庫開發桌面系統，很快地他和其他志願開發人員於1997年初發佈了一些應用程序。

### 第一版

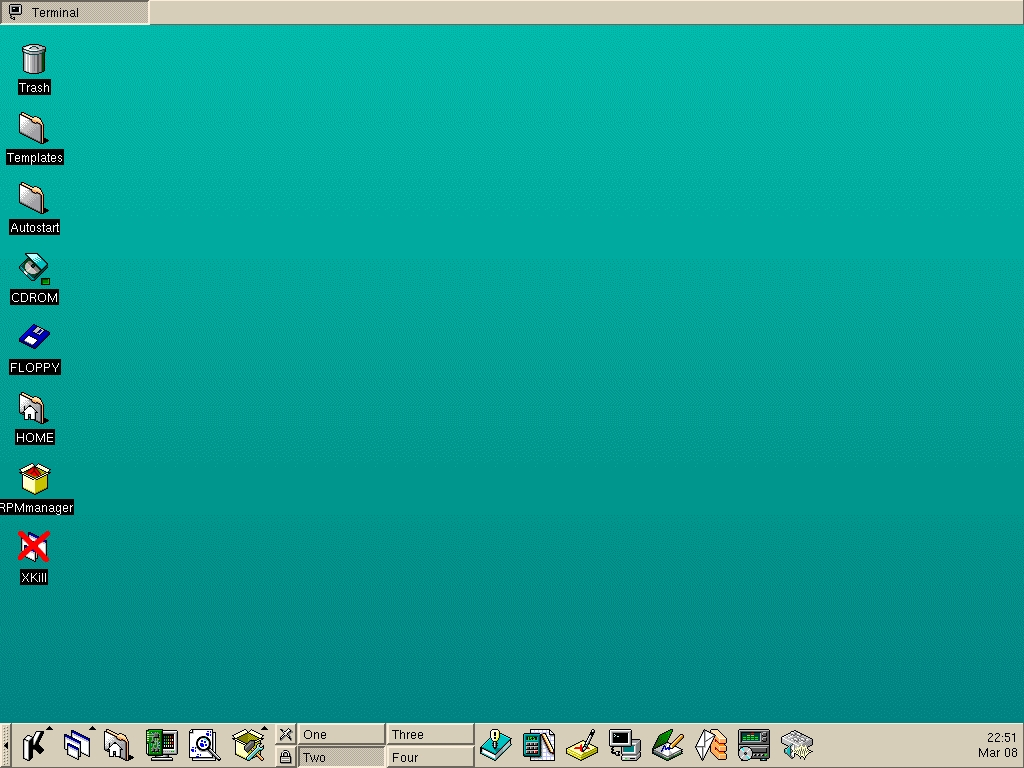
KDE 1.0

在1998年7月12日，KDE 1.0發佈。在發佈公告KDE團隊概述了這個專案及創造原因：
|                    | KDE是一个用于UNIX工作站的网络通透的现代化桌面环境。KDE不断探索以满足UNIX工作站需要一個易於使用的桌面，類似MacOS或Window95/NT下的桌面環境。我們相信UNIX操作系統是当今可用的最好的操作系統。事實上多年來UNIX在信息技術專業已经成为無可爭議的選擇。当提到穩定性、可擴展性和開放性，沒有什么可以和UNIX競爭。但是，由於在UNIX上缺乏易於使用的現代化桌面環境阻碍UNIX成为辦公室和家庭中普通電腦用戶的桌面系统。 現在KDE是UNIX上可用的易於使用現代桌面環境。結合一個自由的UNIX如Linux，UNIX/KDE组成一個完全自由和開放的計算平台，完全免费提供給任何人，包括對源代碼的任何修改。雖然它總是會有改進的空间，我們相信已经提供一個当今一些較常見的和商業操作系統/桌面組合的合适的替代選擇。我們希望UNIX/KDE组合將最終實現開放、可靠、穩定和专利自由的電腦环境。 |
| ———KDE 1.0發佈公告 | |

儘管作爲免費的开放源軟體，但由於它使用了开放源始码但當時並非自由軟體授權的程序库，有許多人在擔心日後可能會出現的版權問題。
很慶幸地是，1998年11月之後，程序库所屬的Trolltech公司發佈了第一份自由軟體許可Q Public License（QPL）的程序库授權。同年不久，KDE Free Qt基金會保證假若Qt Software在任意連續12個月期間沒有釋出新的自由版本，那麼Qt程序將更改為基於BSD許可證授權散佈。
很多人依然爭議著認爲授權與GPL上的條款會不相容。Red Hat公司因此始終無法當KDE作默認桌面，而Mandriva Linux即趁此時機憑藉KDE襲捲了歐洲的市場；2000年9月，一個基於協議的版程序库成功釋出，大部份用戶方才對生出信心。

### 第二版

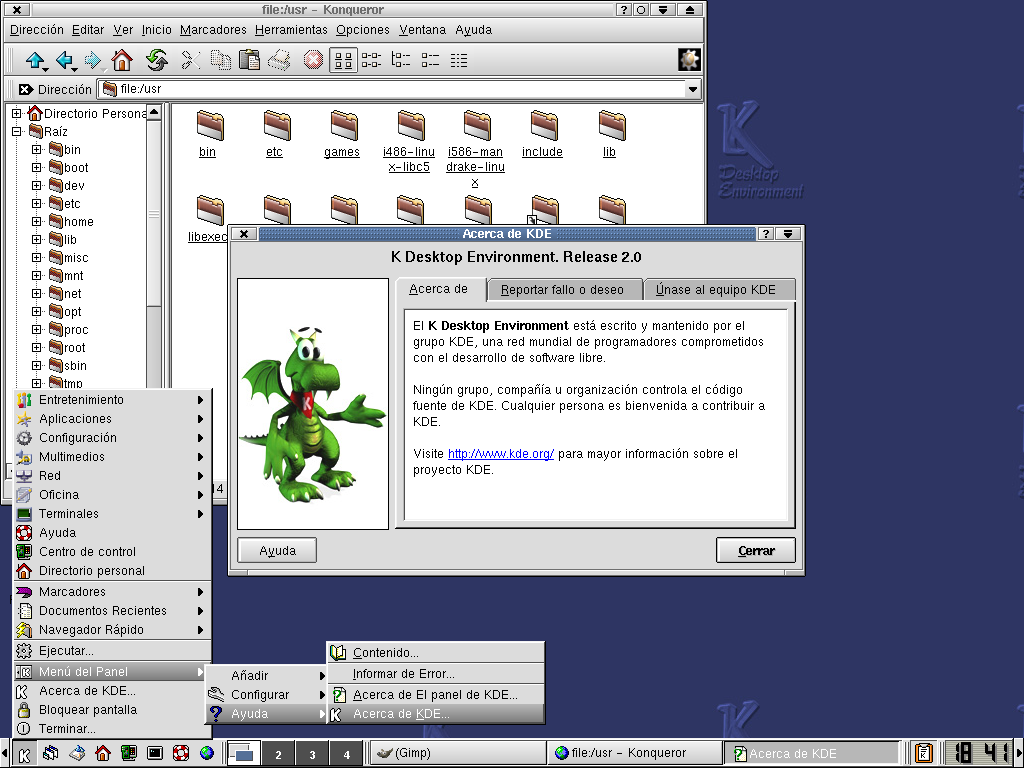
KDE 2.0

第二個系列KDE 2發布，提出了重大技術改進。這些包括DCOP（桌面通信協議）。KIO，應用程序I/O庫。KParts，一個組件對象模型，使應用程序中嵌入另一個程序。和KHTML，一個HTML渲染和繪圖引擎。

### 第三版

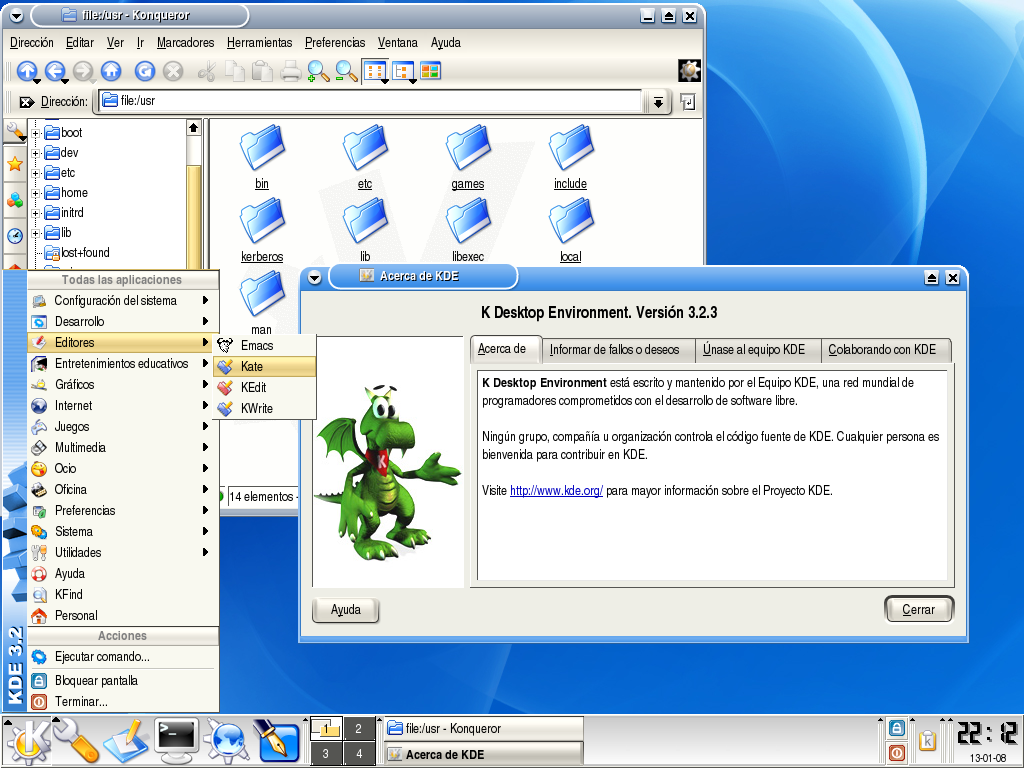
KDE 3.2下的Konqueror和關於視窗。

第三個系列KDE 3是遠遠大於以前的系列，包括6個主要版本。KDE 2和KDE 3之間的API變化則較少，即KDE 3可以被看作主要是延續KDE 2系列。

### 第四版

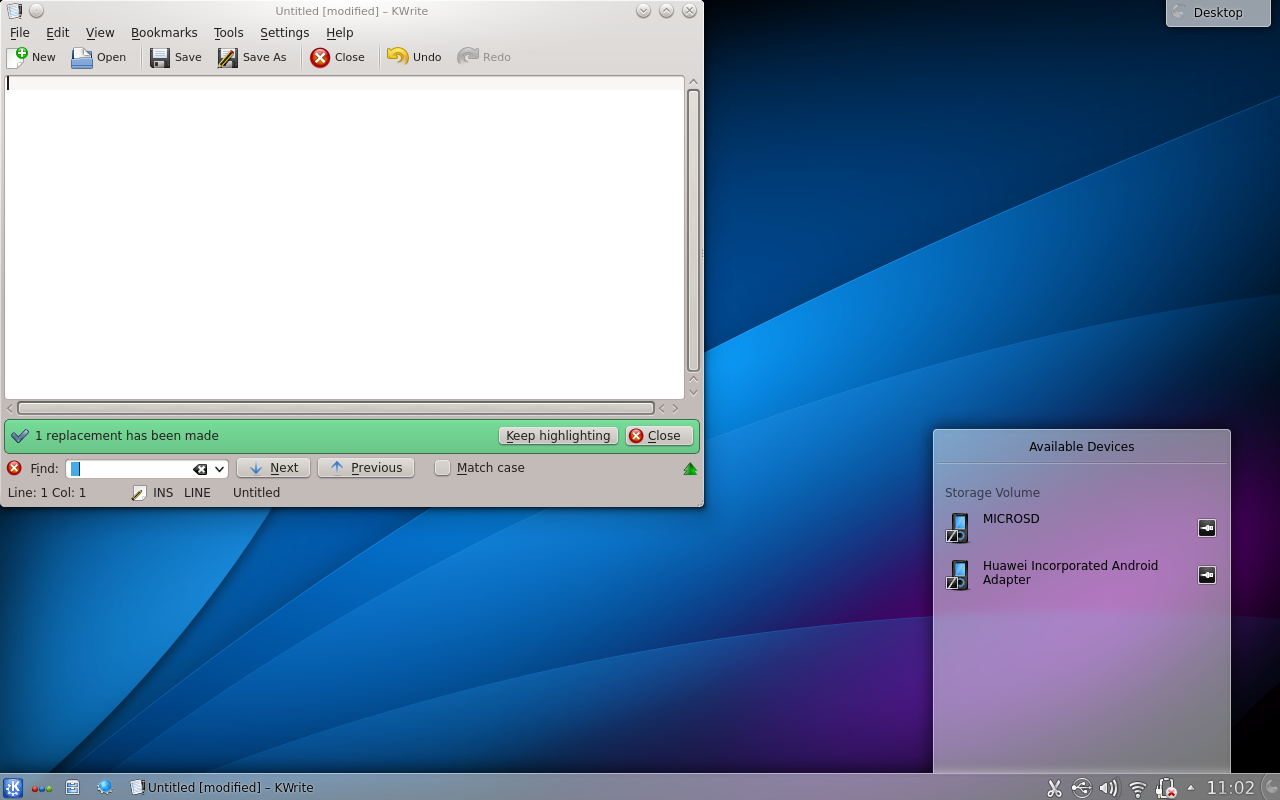
KDE Software Compilation 4.10中的Plasma工作空間。

KDE 4包含了許多新技術的變化。核心是一個重新設計的桌面和面板集合稱為Plasma，作為取代Kicker、KDesktop和SuperKaramba並集成他們的功能到一塊的技術，並打算進行更多的配置為了更新那些十年之久的桌面比擬。

一些新的框架，包括Phonon，一個新的多媒體接口使KDE的獨立於任何一個特定的媒體後端。Solid，一個網絡和可攜式設備的API。和Decibel，一個新的通信框架，以整合所有到桌面的通信協議。

還有一個特色是一個元數據和搜索框架，其中包括Strigi作為一個完整的文本文件索引服務，以及KDE下的NEPOMUK整合。

### 第四版以後
KDE將不會再提供整個軟體集的同步釋出，其分割為：
- KDE Frameworks 5：5.0版本於2014年7月7日釋出[10]，每個月會釋出一個新的主要版本。
- KDE Plasma 5：5.0版本於2014年7月15日釋出[11]，每三個月會釋出一個新的主要版本。
- KDE Applications：14.12為整合了部份基於KDE Frameworks 5的應用程式的第一個版本，會繼續推出以日期為版本號的版本[12]。

主要變更為後端函式庫從Qt4更新為Qt5、KDE核心函式庫的模組化以及改用下一代的顯示伺服器Wayland。

## 發展

### 發布週期
| 主要發布的時間軸                    | 主要發布的時間軸         | 主要發布的時間軸         | 主要發布的時間軸         | 主要發布的時間軸         | 主要發布的時間軸           |
| 日期                                | 釋出                     | 釋出                     | 釋出                     | 釋出                     | 釋出                       |
| KDE 1                               | KDE 1                    | KDE 1                    | KDE 1                    | KDE 1                    | KDE 1                      |
| ----------------------------------- | ------------------------ | ------------------------ | ------------------------ | ------------------------ | -------------------------- |
| 1996年10月14日                      | Matthias Ettrich宣佈計劃 | Matthias Ettrich宣佈計劃 | Matthias Ettrich宣佈計劃 | Matthias Ettrich宣佈計劃 | Matthias Ettrich宣佈計劃   |
| 1998年7月12日                       | KDE 1.0發行              | KDE 1.0發行              | KDE 1.0發行              | KDE 1.0發行              | KDE 1.0發行                |
| 1999年2月6日                        | KDE 1.1發行              | KDE 1.1發行              | KDE 1.1發行              | KDE 1.1發行              | KDE 1.1發行                |
| KDE 2                               |                          |                          |                          |                          |                            |
| 2000年10月23日                      | KDE 2.0發行              | KDE 2.0發行              | KDE 2.0發行              | KDE 2.0發行              | KDE 2.0發行                |
| 2001年2月26日                       | KDE 2.1發行              | KDE 2.1發行              | KDE 2.1發行              | KDE 2.1發行              | KDE 2.1發行                |
| 2001年8月15日                       | KDE 2.2發行              | KDE 2.2發行              | KDE 2.2發行              | KDE 2.2發行              | KDE 2.2發行                |
| KDE 3                               |                          |                          |                          |                          |                            |
| 2002年4月3日                        | KDE 3.0發行              | KDE 3.0發行              | KDE 3.0發行              | KDE 3.0發行              | KDE 3.0發行                |
| 2003年1月28日                       | KDE 3.1發行              | KDE 3.1發行              | KDE 3.1發行              | KDE 3.1發行              | KDE 3.1發行                |
| 2004年2月3日                        | KDE 3.2發行              | KDE 3.2發行              | KDE 3.2發行              | KDE 3.2發行              | KDE 3.2發行                |
| 2004年8月19日                       | KDE 3.3發行              | KDE 3.3發行              | KDE 3.3發行              | KDE 3.3發行              | KDE 3.3發行                |
| 2005年3月16日                       | KDE 3.4發行              | KDE 3.4發行              | KDE 3.4發行              | KDE 3.4發行              | KDE 3.4發行                |
| 2005年11月29日                      | KDE 3.5發行              | KDE 3.5發行              | KDE 3.5發行              | KDE 3.5發行              | KDE 3.5發行                |
| KDE SC 4                            |                          |                          |                          |                          |                            |
| 2008年1月11日                       | KDE 4.0發行              | KDE 4.0發行              | KDE 4.0發行              | KDE 4.0發行              | KDE 4.0發行                |
| 2008年7月29日                       | KDE 4.1發行              | KDE 4.1發行              | KDE 4.1發行              | KDE 4.1發行              | KDE 4.1發行                |
| 2009年1月27日                       | KDE 4.2發行              | KDE 4.2發行              | KDE 4.2發行              | KDE 4.2發行              | KDE 4.2發行                |
| 2009年8月4日                        | KDE 4.3發行              | KDE 4.3發行              | KDE 4.3發行              | KDE 4.3發行              | KDE 4.3發行                |
| 2010年2月9日                        | KDE SC 4.4發行           | KDE SC 4.4發行           | KDE SC 4.4發行           | KDE SC 4.4發行           | KDE SC 4.4發行             |
| 2010年8月10日                       | KDE SC 4.5發行           | KDE SC 4.5發行           | KDE SC 4.5發行           | KDE SC 4.5發行           | KDE SC 4.5發行             |
| 2011年1月26日                       | KDE SC 4.6發行           | KDE SC 4.6發行           | KDE SC 4.6發行           | KDE SC 4.6發行           | KDE SC 4.6發行             |
| 2011年7月27日                       | KDE SC 4.7發行           | KDE SC 4.7發行           | KDE SC 4.7發行           | KDE SC 4.7發行           | KDE SC 4.7發行             |
| 2012年1月25日                       | KDE SC 4.8發行           | KDE SC 4.8發行           | KDE SC 4.8發行           | KDE SC 4.8發行           | KDE SC 4.8發行             |
| 2012年8月1日                        | KDE SC 4.9發行           | KDE SC 4.9發行           | KDE SC 4.9發行           | KDE SC 4.9發行           | KDE SC 4.9發行             |
| 2013年2月6日                        | KDE SC 4.10發行          | KDE SC 4.10發行          | KDE SC 4.10發行          | KDE SC 4.10發行          | KDE SC 4.10發行            |
| 2013年8月14日                       | KDE SC 4.11發行          | KDE SC 4.11發行          | KDE SC 4.11發行          | KDE SC 4.11發行          | KDE SC 4.11發行            |
| 2013年12月18日                      | KDE SC 4.12發行          | KDE SC 4.12發行          | KDE SC 4.12發行          | KDE SC 4.12發行          | KDE SC 4.12發行            |
| 2014年4月16日                       | KDE SC 4.13發行          | KDE SC 4.13發行          | KDE SC 4.13發行          | KDE SC 4.13發行          | KDE SC 4.13發行            |
| 2014年8月20日                       | KDE SC 4.14發行          | KDE SC 4.14發行          | KDE SC 4.14發行          | KDE SC 4.14發行          | KDE SC 4.14發行            |
| 2014年開始分裂為許多套基於Qt5的軟體 |                          |                          |                          |                          |                            |
| 日期                                | 釋出                     | 日期                     | 釋出                     | 日期                     | 釋出                       |
| KDE Frameworks 5                    | KDE Frameworks 5         | KDE Plasma 5             | KDE Plasma 5             | KDE Applications         | KDE Applications           |
| 2014年7月7日                        | KDE Frameworks 5.0發行   | 2014年7月15日            | KDE Plasma 5.0發行       | 2014年12月17日           | KDE Applications 14.12發行 |
| 2014年8月7日                        | KDE Frameworks 5.1發行   | 2014年10月15日           | KDE Plasma 5.1發行       | 2015年4月15日            | KDE Applications 15.04發行 |
| 2014年9月12日                       | KDE Frameworks 5.2發行   | 2015年1月27日            | KDE Plasma 5.2發行       | 2015年8月19日            | KDE Applications 15.08發行 |
| 2014年10月7日                       | KDE Frameworks 5.3發行   | 2015年4月28日            | KDE Plasma 5.3發行       |                          |                            |
| 2014年11月6日                       | KDE Frameworks 5.4發行   | 2015年8月25日            | KDE Plasma 5.4發行       |                          |                            |
| 2014年12月11日                      | KDE Frameworks 5.5發行   |                          |                          |                          |                            |
| 2015年1月8日                        | KDE Frameworks 5.6發行   |                          |                          |                          |                            |
| 2015年2月14日                       | KDE Frameworks 5.7發行   |                          |                          |                          |                            |
| 2015年3月13日                       | KDE Frameworks 5.8發行   |                          |                          |                          |                            |
| 2015年4月10日                       | KDE Frameworks 5.9發行   |                          |                          |                          |                            |
| 2015年5月8日                        | KDE Frameworks 5.10發行  |                          |                          |                          |                            |
| 2015年6月12日                       | KDE Frameworks 5.11發行  |                          |                          |                          |                            |
| 2015年7月10日                       | KDE Frameworks 5.12發行  |                          |                          |                          |                            |
| 2015年8月12日                       | KDE Frameworks 5.13發行  |                          |                          |                          |                            |

KDE團隊定期發布新版本。

#### 平台發布
平台發布是開始一個系列（版本號X.0）的主要發布。這些版本可以打破二進制檔案和原始碼兼容性，或者換句話說，所有以下版本（X.1, X.2, ...）將保證原始碼和二進制兼容性（API & ABI）。例如，該軟件使用KDE 3.0開發將可以工作在所有（未來）發布的KDE 3，相對於應用程序開發使用KDE 2，不保證能夠利用KDE 3的函式庫。KDE的主要版本號按照Qt的發布週期，這意味著KDE SC 4是基於Qt 4，而KDE 3是基於Qt 3。

#### 標準發布
主要有兩種類型的發布，主要版本和維護版本。
主要版本（版本號有兩位，例如3.5）包含新的功能。當一個主要版本發布，下一個主要版本發布便會開始工作。一個主要版本需要數月才能完成，許多錯誤修復來自此期間穩定分支的backport，這意味著這些修補程序藉由維護版本被納入最後的穩定版本。從KDE SC 4系列開始，KDE SC的主要發行週期為6個月。
維護版本版本號有三位，例如KDE 1.1.1，並專注於修正錯誤、小的缺陷，和小的可用性改進。維護版本一般不加入新的功能，儘管有些發布，包括小的改進。使用較短的發布日期。從KDE SC 4系列開始，KDE SC每個月發布維護版本。

### 套件
Software Compilation包含以下的套件：
- KDE-Libs
- KDE-Base
- KDE-Plasma-Addons
- KDE-Network
- KDE-Pim
- KDE-Graphics
- KDE-Multimedia
- Phonon
- KDE-Accessibility
- KDE-Utilities
- KDE-Edu
- KDE-Games
- KDE-Toys
- KDE-Artwork
- KDE-Admin
- KDE-SDK
- KDE-Bindings

### 应用程序

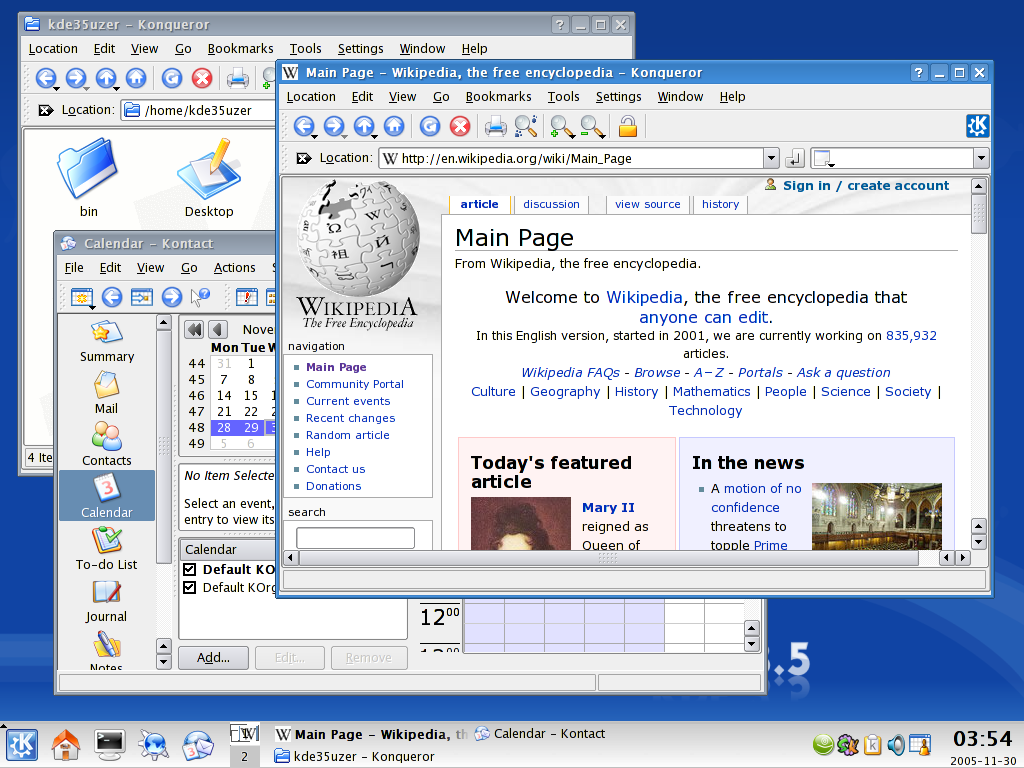
在KDE 3.5上執行的Kontact個人資訊套裝管理軟體及Konqueror檔案管理員暨網路瀏覽器

- Dragon Player - 多媒體播放器[61]
- Dolphin - 檔案管理員
- Gwenview
- Kate / KWrite - 文本编辑器
- Konsole - 终端模拟器
- Kopete - 即时通讯软件
- Konqueror - 档案管理員與网页浏览器
- Kontact - 个人信息管理软件

更多應用程式，請見KDE程序列表。

### 技術
- KDELibs
- KHTML - HTML引擎
- KIO
- Kiosk
- KParts
- KWin - 視窗管理員
- XMLGUI
- Plasma - 桌面和面板widget引擎
- Phonon - 多媒體架構
- Solid - 設備集成框架
- Sonnet - 拼寫及語法檢查
- ThreadWeaver

## 外部連結
- The KDE website（页面存档备份，存于）
- KDE UserBase （页面存档备份，存于）：提供使用者教學、指南和實用的小提示（繁體中文）
- KDE UserBase （页面存档备份，存于）：提供使用者教學、指南和實用的小提示（简体中文）
- KDE文件（页面存档备份，存于）
- KDE-Apps （页面存档备份，存于） - KDE應用程式下載
- KDE-Look  （页面存档备份，存于） - KDE外觀主題下載
- KDE-Files - KDE檔案資源下載
- KDE on Windows项目
- KDE  on  Mac OS X项目
- KDE  on  FreeBSD项目